# Reiszner Gizella
Reiszner Gizella, Ali Ahmed Mirzáné (Budapest, 1893. december 28. – Hatvan, 1970. október 28.) perzsa hercegné, Perlmutter Izsák festőművész nevelt lánya.

## Élete
Nagyapja Reiszner Ignác szabadbattyáni származású pesti építőmester volt, akinek fia, az ifjabb Ignác szintén építészeti rajzolóként dolgozott. Ifjabb Reiszner Ignác 1887. február 10-én Budapesten vette feleségül felsőlehotai Foltány (Foltányi) Máriát. Lányuk, Gizella, a budapesti Terézvárosban, a Rózsa utca 98. alatti házban született, és 1893. december 31-én keresztelték a terézvárosi plébániatemplomban.
Reiszner Gizella édesapja hamarosan elhunyt, ezért az özvegyen marad Foltány Mária árvaházba adta lányát, aki négy évesen számhúzóként vett részt az osztálysorsjegy (korabeli lottó) 1897. évi első húzásán. Miután Foltány 1900-ban összeházasodott Perlmutter Izsák festőművésszel, a férfi örökbe fogadta felesége gyerekét, akit Cleonak nevezett, és számos portrét festett róla. Perlmutter akkor Hollandiában élt, de 1904-ben a család hazatért Magyarországra, és először a szolnoki művésztelepre, majd Rákospalotára költöztek. Itt előbb a Batthyány utcában laktak, majd 1906-ban megvásárolták a Villasor egyik házát (Villasor 14., később 11., majd Vécsey Károly utca 98.). Perlmutter birtokában volt 1909-től a nagyapjától örökölt Andrássy út 60. szám alatti bérház fele is.
Mostohaapja támogatásával jutott el Reiszner Gizella az első világháború előtti években Párizsba, ahol megismerkedett, és feleségül ment Ali Ahmed Mirza herceghez, aki a Perzsiában uralkodó Kádzsár-dinasztia egyik oldalágához tartozott, és országa nagykövetségén dolgozott katonai attaséként, ezredesi rangban. A házaspár  Párizsban, majd Hollandiában élt, míg a férj valamikor 1930 körül meg nem halt.
Mivel időközben Perlmutter Izsák megözvegyült, 1923. április 13-án első felesége testvérét, Foltány Gizellát (1867–1942) vette feleségül, aki egyben Reiszner Gizella keresztanyja volt. Az özvegy hercegné így visszaköltözött nevelőszüleihez Rákospalotára. Perlmutter 1932-ben meghalt. Vagyonáról, amely az Andrássy úti és rákospalotai házakból, valamint közel 50 festményéből állt, 1931. október 24-én kelt végrendeletében rendelkezett. Ekkor már teljes egészében övé volt az Andrássy út 60. alatti ház is, mert 1930-ban bátyja, Perlmutter Alfréd halála után másik felét is ő örökölte. Általános örökösévé nevelt lányát, Reiszner Gizállát tette, de úgy, hogy feleségét, Foltány Gizellát haláláig haszonélvezet illette meg, nevelt lánya halála után pedig vagyon a Pesti Izraelita Hitközségre szálljon, méghozzá úgy, hogy negyed részét „a Magyar Zsidó Múzeumnak hagyományomként bocsássa rendelkezésére”.
Perlmutterné Foltány Gizella 1942. november 5-én elhunyt, így Reiszner Gizella lett a Perlmutter-vagyon egyedüli örököse. Nevelőapja megmaradt festményeit még 1937-ben a Szépművészeti Múzeumnak és a Magyar Nemzeti Múzeumnak adományozta. Elsősorban az Andrássy úti bérház jövedelméből tartotta el magát. Az első emeletet 1937-ben a Szálasi Ferenc által vezetett Magyar Nemzeti Szocialista Párt, majd annak utódja, a Nyilaskeresztes Párt vette bérbe. Az épületet a nyilasok a Hűség Házának nevezték, de nem voltak jó bérlők: nem fizették rendesen a bérleti díjat, ráadásul durvaságaik miatt a többi lakó is elköltözött a házból. Amikor 1944. október 16-án hatalomra kerültek, a Hűség Házát begyűjtőhelyként és börtönként is használták.
Miután Budapestet 1944/1945-ben elfoglalta a szovjet Vörös Hadsereg, a házat a kommunista vezetésű Államvédelmi Hatóság vette használatba, és ott pincebörtön-labirintust alakított ki. A hercegné nagy bátorsággal pert indított ellenük az elmaradt bérleti díj miatt, amelyet megnyert, de 1951-ben az épületet államosították, a hercegnét pedig július 12-én kitelepítették a Heves megyei Domoszlóra. „Csak a legszükségesebb személyi holmijaimat szedhettem össze. Este szállítottak teherautóra, s órák múlva leszállítottak egy faluban. Csak reggel tudtam meg, hogy Domoszló lesz az új lakhelyem” – emlékezett vissza.
A sztálini terror enyhülésével, 1953-ban elhagyhatta volna kényszerlakhelyét, de mivel saját pesti házaiba nem térhetett vissza, keresetéből Domoszlón vett egy vert falú, döngölt padlós házat, amely korábban istálló, majd fáskamra volt. Ott töltötte életének utolsó éveit számos macska és egy pulikutya társaságában. Amíg tudott, dolgozott. Két évig a domoszlói állami gazdaságban, majd öt esztendeig az erdőgazdaságnál volt kapás napszámos. A falusiak is segítették, és 1962-től szociális segélyt kapott a községi tanácstól. A kitelepítéskor elvett bútorai közül 1962 decemberében visszakapott az Iparművészeti Múzeumból két karosszéket, egy gótikus stallumot és egy rézlámpát. A faluban mindvégig „Hercegnőnek”, „Herceg asszonynak” vagy „Herceg néninek” szólították. Halála után Domoszlón temették el, a temető déli oldalának utolsó sorában.